# 1770 en droit
Cet article présente les faits marquants de l'année 1770 en droit.

## Événements
- 2 janvier : ordonnance sur les mesures sanitaires[1]. En Hongrie, la frontière militaire est doublée d’un cordon sanitaire afin d’établir une quarantaine contre la peste venue d’Orient[2].

- 7 avril : Réforme judiciaire dans le duché de Savoie (Corpus Carolinum)[3].

- 12 avril : abrogation des Townshend Acts par le parlement britannique, à l’exception des taxes sur le thé[4].

- 4 juillet, Espagne : ordonnance pour la mise en place de la contribution unique[5]. Ce projet d’impôt direct sur la richesse foncière, ecclésiastique, industrielle et commerciale n’aboutit pas. Le système ancien reste en vigueur (noblesse et clergé sont soumis à l’impôt).